# Miguel Flaño
Miguel Flaño Bezunartea est un footballeur espagnol, né le 19 août 1984 à Pampelune en Espagne, évoluant au poste de défenseur central reconverti entraîneur.
Son frère jumeau, Javier Flaño, est également footballeur.

## Biographie
Miguel Flaño joue plus de 300 matchs en championnat avec le CA Osasuna.
Il dispute deux matchs en Coupe de l'UEFA avec cette équipe lors de la saison 2006-2007.
Le 28 janvier 2019, après quinze saisons passées à Osasuna, Flaño signe au Córdoba CF, évoluant également en Segunda División. Le 2 février, il est titulaire pour son premier match contre l'Albacete Balompié qui se solde par une défaite 3-1.

## Palmarès

### En club
- Osasuna Pampelune
  - Finaliste de la Coupe d'Espagne en 2005

### En équipe nationale
- Espagne
  - Vainqueur du Championnat d'Europe des moins de 16 ans en 2001
  - Vainqueur des Jeux méditerranéens en 2005